# Był sobie król (album)
Był sobie król – album Maryli Rodowicz wydany w 1984 roku nakładem wytwórni Polton.

## Lista utworów

### Strona 1
1. "Pszczoły na wrotkach" (J.Mikuła, L.Skarżyńska) – 04:05
2. "O jejku, jejku" (K.Gaertner, T.Kijonka) – 02:40
3. "Chrzan" (M.Stefankiewicz, A.Kreczmar) – 01:45
4. "Marmolada" (M.Stefankiewicz, A.Kreczmar) – 04:00
5. "Bodzio" (A.Kleszczewski, J.Wołek) – 03:30
6. "Zwierz ze Zgierza" (A.Kleszczewski, J.Wołek) – 03:20

### Strona 2
1. "Dobranoc oczka zmruż" (H.Wars, E.Schlechter) – 03:00
2. "Chrapu, chrap" (K.Gaertner, T.Kijonka) – 02:25
3. "Dlaczego nie chcesz spać" (H.Wars, L.Starski) – 02:05
4. "Na straganie" (S.Krajewski, J.Brzechwa) – 03:40
5. "Kołysanka murzyńska" (Przesmycki) – 02:35
6. "Na Wojtusia »" (Witold Lutosławski[1][2], Janina Porazińska) – 01:50
7. "Kołysanka dla okruszka" (S.Krajewski, A.Osiecka) – 03:05
8. "Był sobie król" (Jan Ernst[3][4][5], Janina Porazińska) – 02:25

## Twórcy
- Ryszard Sygitowicz – gitara
- Wojciech Morawski – perkusja
- Józef Gawrych – perkusja
- Andrzej Kleszczewski – gitara akustyczna
- Arkadiusz Żak – gitara basowa
- Adam Lewandowski – perkusja
- Wojciech Bruślik – gitara basowa
- Marek Stefankiewicz – pianino
- Florian Ciborowski – harmonijka, banjo, flet
- Tomasz Bielski – instrumenty klawiszowe
- Jerzy Kosacz – instrumenty klawiszowe

Muzycy towarzyszący: 
- Gang Marcela – chórki

### Personel
- Wojciech Przybylski, Jarosław Regulski – reżyser nagrania
- Wojciech Przybylski, Jarosław Regulski – realizacja
- Jan Borkowski – redaktor